# Église Saint-Aubin de Trèves
L'église Saint-Aubin est une église située à Chênehutte-Trèves-Cunault, en France.

## Localisation
L'église est située dans le département français de Maine-et-Loire, sur la commune de Chênehutte-Trèves-Cunault.

## Historique
Le village est d'abord connu sous le nom de Clementiniacus. Il appartient à l'abbaye Saint-Aubin d'Angers dès l'époque carolingienne.
Les textes nous informent que l'église se trouve en 1060 à l'intérieur du château. En 1068, le château est détruit par Foulques le Réchin. C'est probablement aussi le cas du village car il transfère la marché et le port à Cunault. Foulques le Réchin les reprend en 1091 après avoir reconstruit le château qu'il inféode avant 1101 à Geoffroy Foulcrade, sénéchal du Réchin. En 1106, Geoffroy Foulcrade fait don de terrains à Saint-Aubin d'Angers entre le château et la Loire .pour la construction du prieuré. C'est la date la plus haute pour le début de la construction de l'église. Une plaque en ardoises découpées clouée sur le mur pignon du chœur porte la date 1172. C'est peut-être la date d'achèvement de la construction de l'église. 
La petite église de Trèves du XIIe siècle se dresse au pied du donjon. On ajoute un clocher au XIIIe siècle. Au XVe siècle, les murs latéraux sont renforcés et la nef couverte d'un beau berceau en charpente. La paroisse de Trèves est supprimée en 1809 et réunie à celle de Cunault. Abandonnée et en mauvais état, l'église est restaurée en 1860-1865 par Monseigneur Amand-René Maupoint, évêque de La Réunion, originaire de Chênehutte. L'église a été endommagée pendant la Seconde Guerre mondiale et a été restaurée.
Dans l'église se trouve le tombeau où repose Robert Le Maçon (il avait acquis en 1416 la baronnie de Trêves, chancelier de France sous Charles VII et protecteur de Jeanne d'Arc, et mort en 1442). Son épitaphe est : Cy gist noble hôme Messre Robert Lemaçon seigneur et baron de Trêves jadis chancellier de France qui trespassa le 11e jour du moys de janvier lan mil CCCC XLII. Priez Dieu pour luy.

## Protection
L'église est classée monument historique en 1862.
Le tabernacle, surmonté d'une flèche, est aussi classé.

## Description
L'intérieur de l'église, dépouillé, a gardé son aspect primitif. Les murs de la nef unique sont décorés de grandes arcades à cintres brisés reposant sur des colonnes. À la croisée du transept, une belle voûte sur trompe amorce une tour carrée surmontée d'une toiture en pavillon. La base du clocher, face à l'entrée, à droite, est ornée d'un grand arc plein cintre à la manière poitevine, atténuant ainsi l'austérité du mur. On remarquera un baptistère en porphyre orné de quatre masques en saillie, dont un à figure humaine avec une barbe taillée en carré à la romaine. Près de la croisée se trouve l'ancien tabernacle, lanterne en pierre blanche de style flamboyant de la fin du XVe siècle. Au fond du transept droit, sous une arcade se trouve le tombeau avec épitaphe et gisant de Robert le Mazcon, seigneur de Trèves et chancelier du roi Charles vii, qui mourut le 2 janvier 1443.
À l'extérieur, la façade, très simple, est ornée de trois arcs entre deux contreforts d'angle. Sous l'arcade centrale, la porte en plein cintre est décorée de petites dents de scie. Les murs présentent de grandes arcades en cintre brisé qui semblent avoir été ouvertes au XIIIe siècle pour donner peut-être accès à de grandes galeries latérales détruites aujourd'hui. On peut voir encore la trace des petites fenêtres du XIe siècle, celles que l'on voit datent du XIXe siècle. Le clocher-tour est sobre et massif, couronné d'une flèche de pierre de tuffeau du XVe siècle cantonnée de quatre lanternons.